# Tung Chye Hong
Tung Chye Hong (ur. 6 lutego 1945) – singapurski sztangista, olimpijczyk.
Reprezentował Singapur w podnoszeniu ciężarów (w wadze koguciej) na Letnich Igrzyskach Olimpijskich 1968, które odbyły się w Meksyku, zajmując 12. miejsce.